# NGC 910
NGC 910 ist eine elliptische Galaxie vom Hubble-Typ E im Sternbild Andromeda am Nordsternhimmel. Sie ist schätzungsweise 238 Millionen Lichtjahre von der Milchstraße entfernt und hat einen Durchmesser von etwa 140.000 Lj.
Im selben Himmelsareal befinden sich u. a. die Galaxien NGC 909, NGC 911, NGC 912, NGC 913.
Die Typ-Ia-Supernova SN 2008hs wurde hier beobachtet.
Das Objekt wurde am 17. Oktober 1786 von Wilhelm Herschel entdeckt.